# 中国2010年上海世界博览会塞尔维亚馆

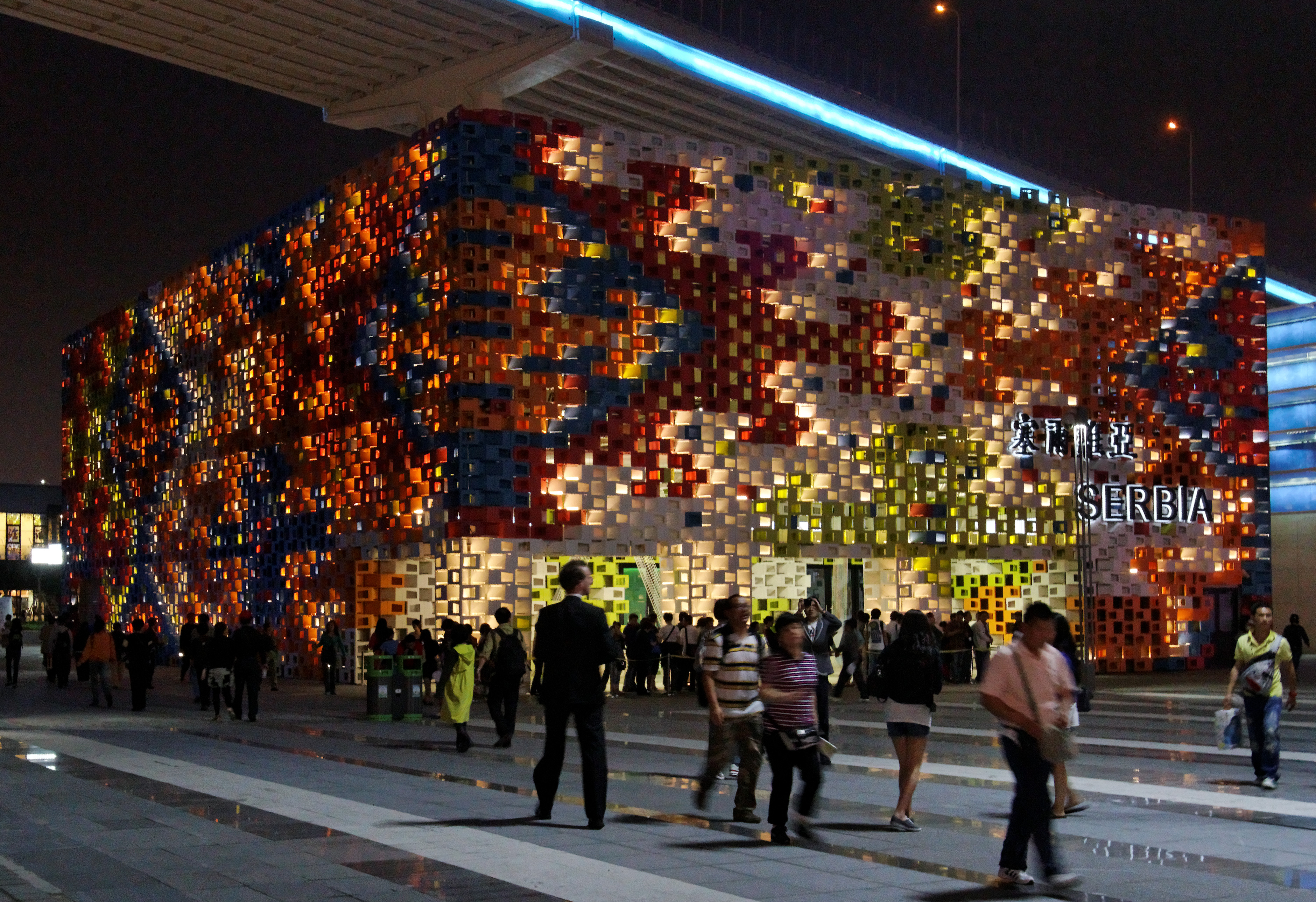
塞尔维亚馆

中国2010年上海世界博览会塞尔维亚馆，简称塞尔维亚馆（英文：Serbia Pavilion at Expo 2010），是中国2010年上海世界博览会代表塞尔维亚的展馆，位于世博园区C片区。该展馆的主题为“城市代码”，其展馆的国家馆日为6月27日。该展馆在传统的塞尔维亚建筑基础上改造而成，以体现编织工艺为外观设计理念。造型极具现代感和空间感，外墙上大量的LED在夜晚呈现出绚丽的灯光。馆内设大厅、展区、休闲区等，以“时间”为重要元素，串联起众多有趣的展品，连接起趣城市的过去、现在和未来。